# Municipio de Ward (Dakota del Norte)
El municipio de Ward (en inglés: Ward Township) es un municipio ubicado en el condado de Burke en el estado estadounidense de Dakota del Norte. En el año 2010 tenía una población de 52 habitantes y una densidad poblacional de 0,56 personas por km².

## Geografía
El municipio de Ward se encuentra ubicado en las coordenadas 48°45′23″N 102°20′20″O / 48.75639, -102.33889. Según la Oficina del Censo de los Estados Unidos, el municipio tiene una superficie total de 93.23 km², de la cual 90,75 km² corresponden a tierra firme y (2,66 %) 2,48 km² es agua.

## Demografía
Según el censo de 2010, había 52 personas residiendo en el municipio de Ward. La densidad de población era de 0,56 hab./km². De los 52 habitantes, el municipio de Ward estaba compuesto por el 100 % blancos. Del total de la población el 0 % eran hispanos o latinos de cualquier raza.